# Gus Trikonis
Gus Trikonis (New York, 21 novembre 1937) è un attore, regista e ballerino statunitense.

## Biografia
Gus Trikonis fece il suo debutto a Broadway nel 1958 con il musical West Side Story, poi apparire tre anni più tardi anche nell'omonimo adattamento cinematografico ad opera di Jerome Robbins e Robert Wise. Nel 1964 tornò a Broadway nel musical Bajour e recitò accanto a Debbie Reynolds nel film Voglio essere amata in un letto d'ottone. Continuò a recitare sul grande schermo fino alla fine degli anni sessanta e dirigere episodi per la televisione per tutti gli anni ottanta e novanta. Tra il 1969 e il 1981, Trikonis diresse anche otto film per il cinema e la televisione, tra cui Touched by Love.

### Vita privata
Trikonis è stato sposato con Goldie Hawn dal 1969 al 1976. Ha una sorella, Gina Trikonis, che ha recitato con lui in West Side Story.

## Filmografia parziale

### Attore

#### Cinema
- West Side Story, regia di Jerome Robbins e Robert Wise (1961)
- Voglio essere amata in un letto d'ottone (The Unsinkable Molly Brown), regia di Charles Walters (1964)
- Quelli della San Pablo (The Sand Pebbles), regia di Robert Wise (1966)
- Il massacro del giorno di San Valentino (The St. Valentine's Day Massacre), regia di Roger Corman (1967)

#### Televisione
- Alfred Hitchcock presenta (Alfred Hitchcock Presents) – serie TV, 1 episodio (1963)
- Indirizzo permanente (77 Sunset Strip) – serie TV, episodio 6x08 (1963)
- Il fuggiasco (The Fugitive) – serie TV, 1 episodio (1964)
- The Lieutenant – serie TV, 1 episodio (1964)
- Viaggio in fondo al mare (Voyage to the Bottom of the Sea) – serie TV, 1 episodio (1966)
- Il virginiano (The Virginian) – serie TV, episodio 5x03 (1966)
- Iron Horse – serie TV, episodio 1x25 (1967)
- Due avvocati nel West (Dundee and the Culhane) – serie TV, 1 episodio (1968)

### Regista

#### Cinema
- Sciacalli si muore (Moonshine County Express) (1977)
- Touched by Love (1980)

#### Televisione
- Flamingo Road - serie TV, 1 episodio (1980)
- La prima delusione di Toby (First Affair) - film TV (1983)
- Ai confini della realtà - serie TV, 4 episodi (1986)
- La bella e la bestia - serie TV, 4 episodi (1988-1990)
- Crimini misteriosi - serie TV, 1 episodio (1989)
- Oltre la legge - L'informatore - serie TV, 4 episodi (1989-1990)
- Flash - serie TV, 3 episodi (1989-1990)
- Baywatch - serie TV, 22 episodi (1989-1997)
- Hunter - serie TV, 2 episodi (1991)
- In viaggio nel tempo - serie TV, 1 episodio (1993)
- Il commissario Scali - serie TV, 1 episodio (1993)
- New York Undercover - serie TV, 1 episodio (1994)
- SeaQuest - Odissea negli abissi - serie TV, 1 episodio (1994)
- Viper - serie TV, 8 episodi (1994-1999)
- Baywatch Nights - serie TV, 3 episodi (1995)
- Sentinel - serie TV, 1 episodio (1996)
- Hercules - serie TV, 5 episodi (1996-1997)
- Pensacola - Squadra speciale Top Gun - serie TV, 2 episodi (1999-2000)
- Road to Justice - Il giustiziere - serie TV, 1 episodio (2001)